# Mendelssohn-Bartholdy-Park
Mendelssohn-Bartholdy-Park är en tunnelbanestation  på Berlins tunnelbana som öppnades år 1998 och ligger i stadsdelen Tiergarten. Stationen fick sitt namn från en liten park öster om byggnaden, uppkallad till minne av kompositören Felix Mendelssohn. Trots att det är en av de yngsta stationerna på linje U2, så ligger den på den äldsta linjen från 1902. Linjen korsar Landwehrkanal och går vidare under jord mot Potsdamer Platz. Stationen ligger under ett högt hus, men en liten bit av stationen har glasväggar mot Mendelssohn-Bartholdy-Park på ena sidan och Tilla-Durieux Park på andra sidan. I närheten finns Neue Nationalgalerie samt Scandic Berlin Potsdamer Platz.

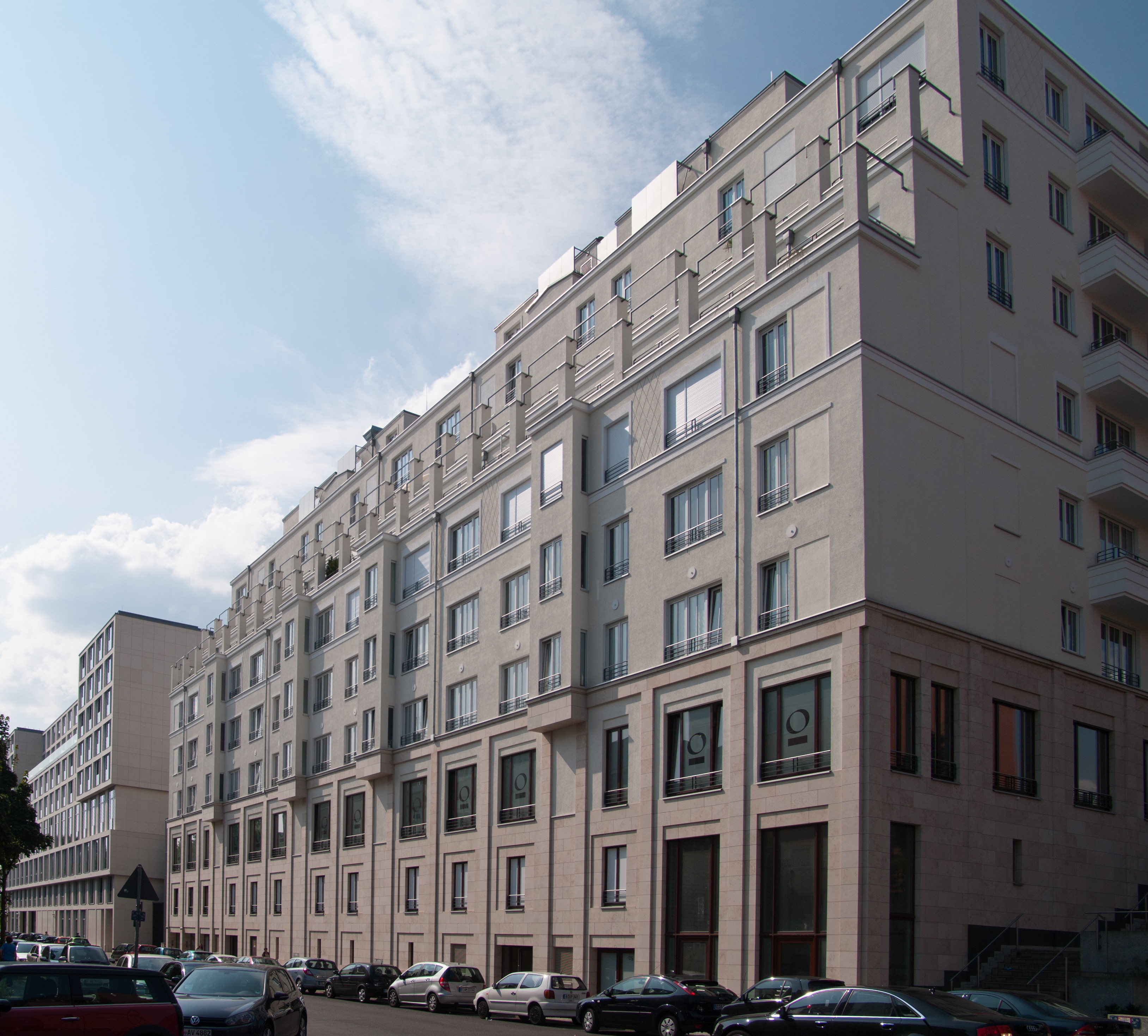
Köthener Strasse vid östra entrén
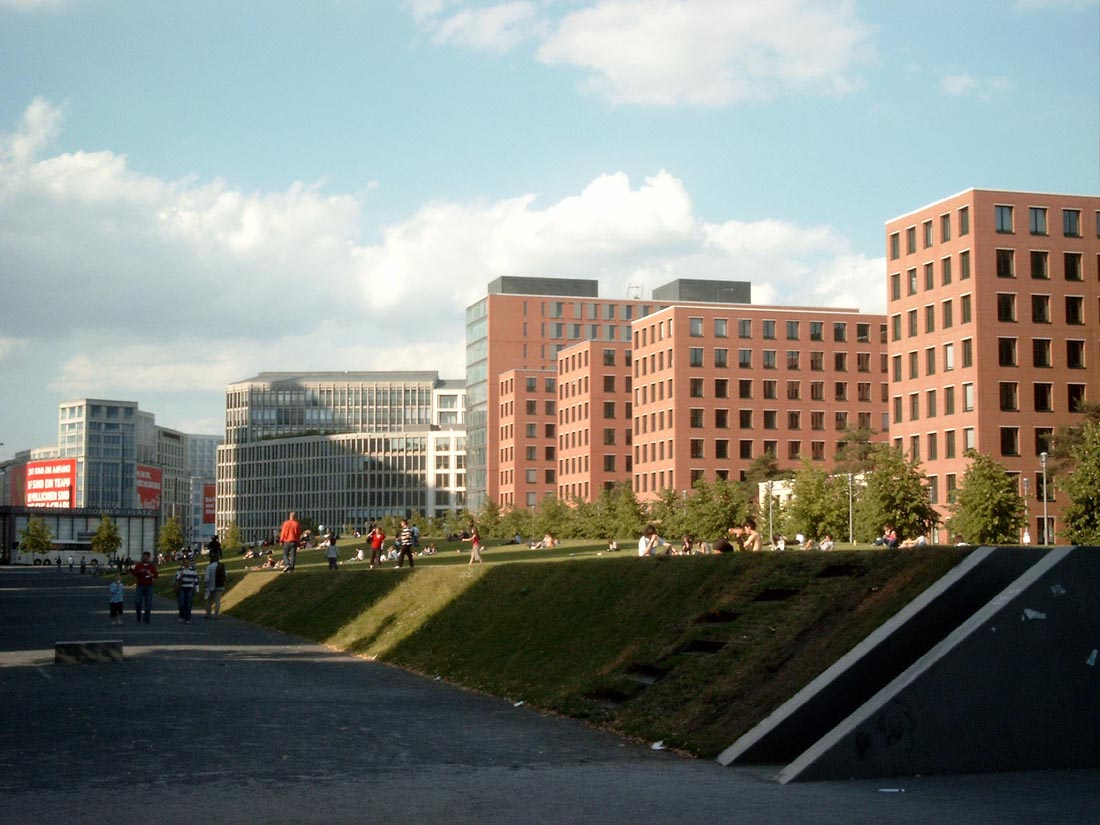
Tilla-Durieux Park vid västra entrén
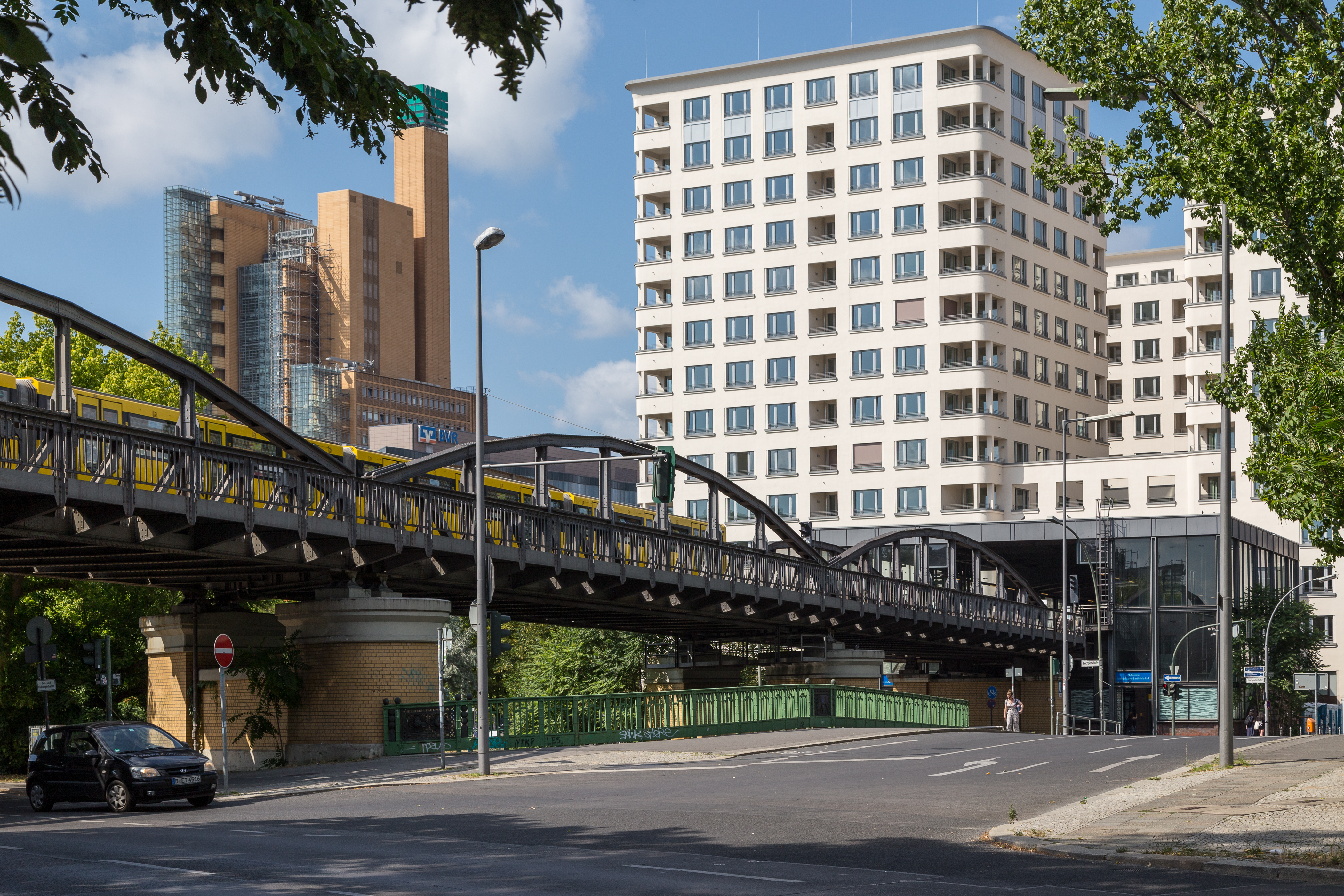
Tunnelbanebro innan stationen
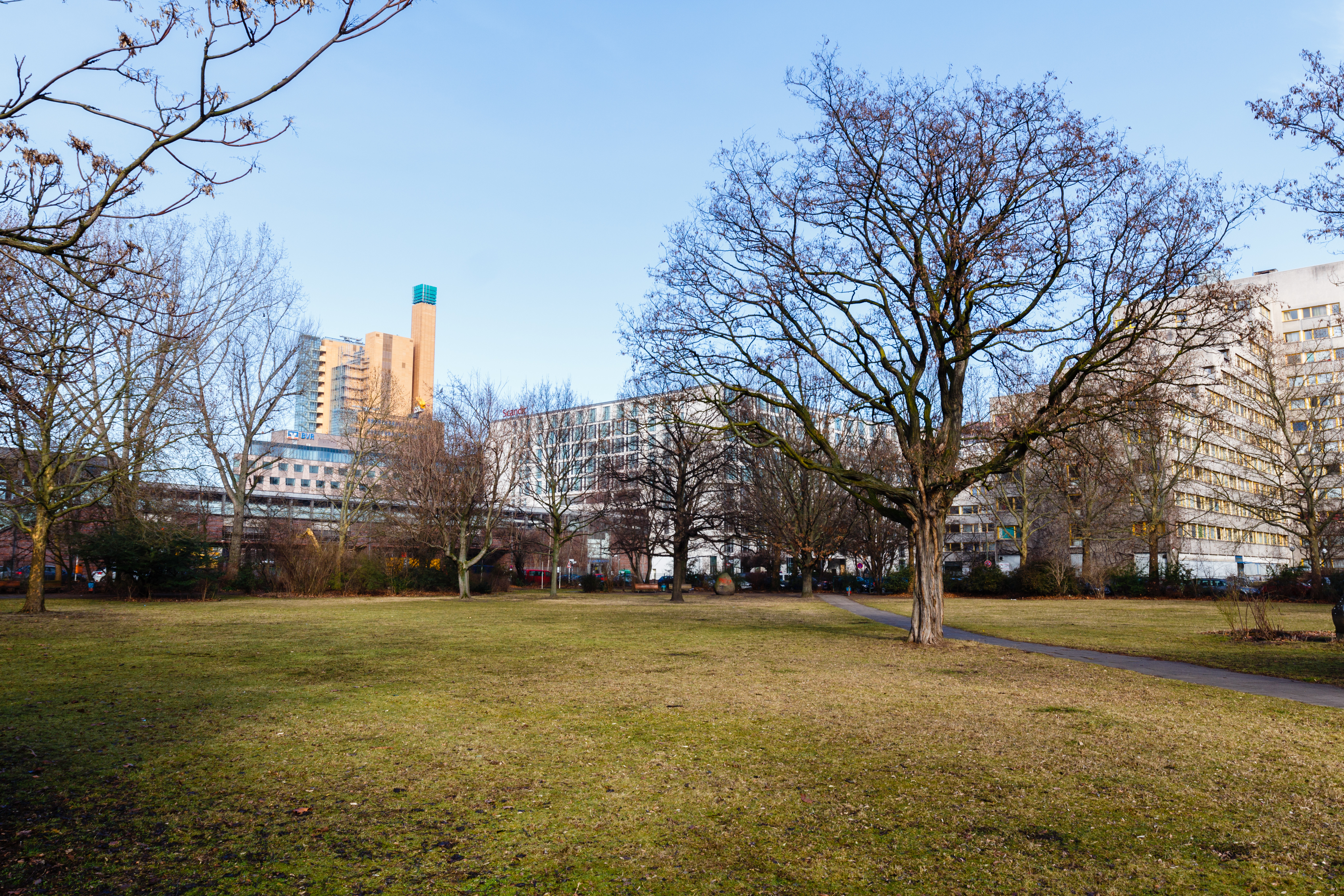
Mendelssohn-Bartholdy-Park
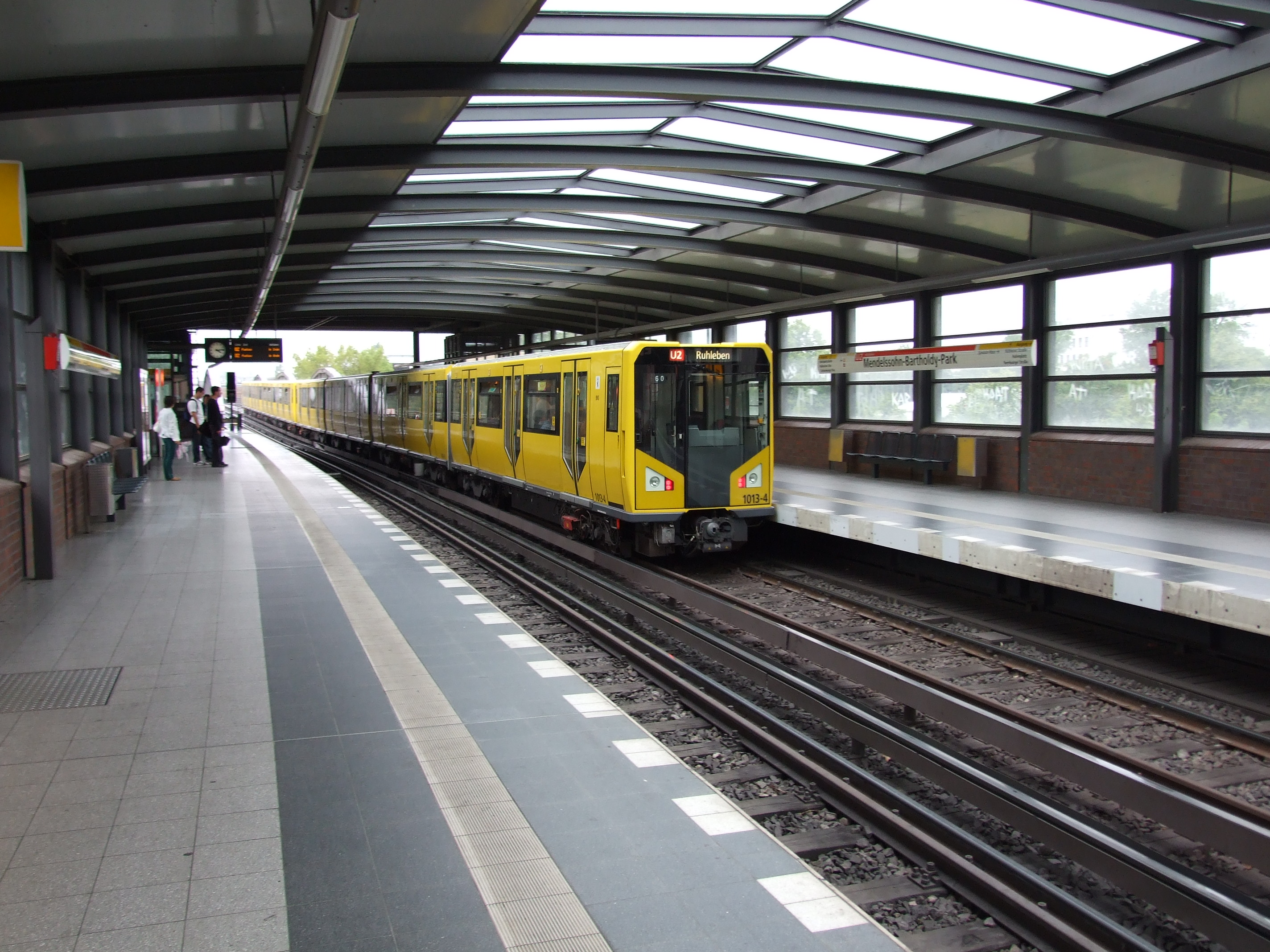
Perrongen
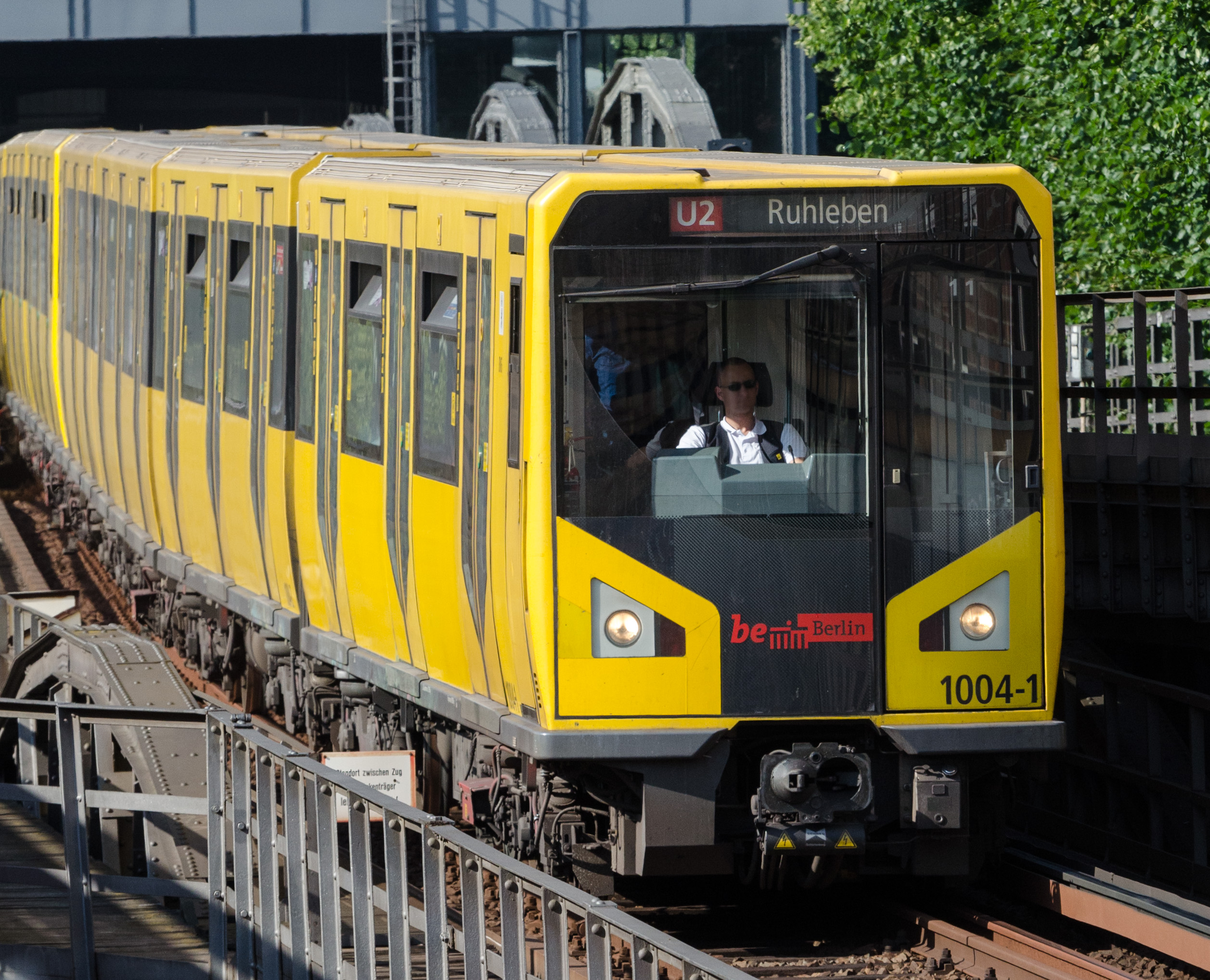
U-Bahntåg lämnar stationen